# Daidalos (Zeitschrift)
Daidalos war eine Zeitschrift für Architekturtheorie, die von 1981 bis 2000 vierteljährlich erschien. 

## Geschichte
Daidalos wurde 1981 von Ulrich Conrads, Norbert Miller, Werner Oechslin, Bernhard Schneider und Anna Teut gegründet. Namenspatron war der Ur-Architekt, Konstrukteur und Erfinder Daidalos, der mythischer Überlieferung zufolge das kretische Labyrinth erbaute.
Die Zeitschrift erschien bei der Bertelsmann Fachzeitschriften GmbH (Gütersloh), ab 1998 bei der Gordon+Breach Publishing Group (G+B). Vor dem Verlagswechsel war der Untertitel bereits geändert worden, von  ursprünglich Daidalos – Berlin Architectural Journal zu Daidalos – Architektur Kunst Kultur. Chefredakteur war als Mitherausgeber bis 1992 Ulrich Conrads, ihm folgte in dieser Funktion von 1992 bis 2000 Gerrit Confurius. Mit der 75. Ausgabe im Jahr 2000 wurde die Zeitschrift eingestellt.
Daidalos war die einzige durchgehend zweisprachig erscheinende Architekturzeitschrift (englisch/deutsch) im deutschen Sprachraum. Mit ihren thematisch eigenständigen Heften zu kunst- und kulturgeschichtlichen Themen, zu den „kulturellen und anthropologischen Fundamenten“ des Bauens, mit „historischen und poetischen Untersuchungen grenzüberschreitender Wahrnehmungsweisen und Repräsentationsfunktionen von Architektur“ war Daidalos, so hieß es, „eher eine enzyklopädische Buchreihe als eine bloße Zeitschrift.“